# Atef Mahayri
Atef Mahayri (arab. عاطف محايرى; ur. 3 czerwca 1952) – syryjski zapaśnik walczący w stylu klasycznym. Olimpijczyk z Moskwy 1980, gdzie odpadł w eliminacjach w kategorii 90 kg. Brązowy medalista igrzysk śródziemnomorskich w 1975 w stylu wolnym i czwarty w stylu klasycznym.

## Turniej wMoskwie 1980
| Konkurencja      | Walki                   | Walki                   | Klas. końcowa         |
| Konkurencja      | Przeciwnik I            | Przeciwnik II           | Miejsce               |
| ---------------- | ----------------------- | ----------------------- | --------------------- |
| styl wolny 90 kg | Thomas Horschel (NRD) L | Norbert Növényi (HUN) L | odpadł w eliminacjach |